# Cytadela Spandau

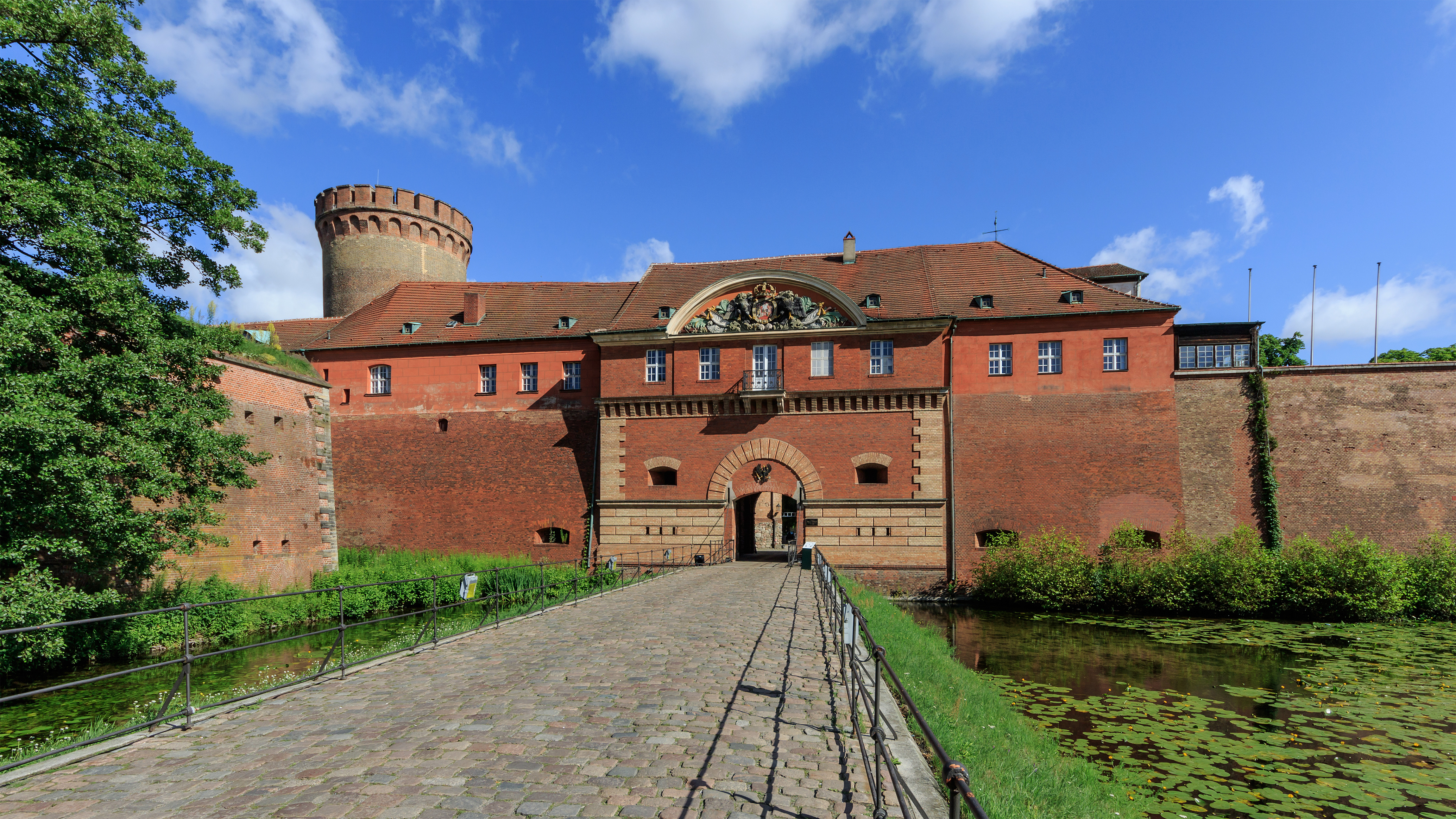
Brama Twierdzy Spandau

Cytadela Spandau (niem. Zitadelle Spandau) – szesnastowieczna twierdza bastionowa, położona w Spandau, obecnie dzielnicy Berlina, jeden z lepiej zachowanych zabytków renesansowej architektury fortyfikacyjnej w Europie.

## Historia
Spandau, strategicznie położone u zbiegu rzek Sprewy i Haweli, było wpierw grodem słowiańskim, a od czasów margrabiego Albrechta umocnioną siedzibą margrabiów brandenburskich, aż do XV wieku. Gdy Fryderyk II przeniósł stolicę Marchii Brandenburskiej do Berlina, miasto zostało siedzibą wdów po elektorach. W 1560, elektor Joachim II Hektor rozpoczął budowę nowej twierdzy, w stylu włoskim, wykorzystując pozostałości dawnego zamku. Pierwszym jej architektem był Christoph Römer (do 1562); po nim budowę przejął Francesco Chiaramella de Gandino, który najprawdopodobniej stworzył główny zarys twierdzy. Po śmierci Joachima II w 1571, dzieło kontynuował jego syn, Jan Jerzy. Po Chiaramellim, kierownictwo budowy przejął w 1578 Rocco Guerrini, hrabia Lynar, który ukończył ją ok. 1594.
Twierdza osłaniała Berlin od zachodu, służąc za kwaterę wojenną i więzienie. W okresie wojny trzydziestoletniej była przez pewien czas pod panowaniem szwedzkim, na mocy porozumienia między Gustawem Adolfem a brandeburskim ministrem Adamem Schwarzenbergiem. Po zbudowaniu po wojnie fortyfikacji miejskich, Spandau stała się cytadelą miasta. Podczas wojny siedmioletniej schroniła się w niej królowa i dwór, ale twierdza nie była oblegana. W czasie wojen napoleońskich została przejęta bez walki przez wojska francuskie, gdy armia pruska poddała się w 1806; żołnierze francuscy stawili natomiast zacięty opór w 1813. W wyniku oblężenia prowadzonego przez siły rosyjsko-pruskie, twierdza została mocno zniszczona – jej remont trwał do 1843. Po wojnie francusko-pruskiej w Juliusturm umieszczono skarbiec państwowy (120 milionów marek w złocie), pochodzący z francuskiej kontrybucji; wieża służyła jako skarbiec do 1919 roku.
Od 1935 w cytadeli mieściły się laboratoria broni chemicznej Wehrmachtu. Pod zawoalowaną nazwą Laboratorium Ochrony Przeciwgazowej Armii (niem. Heeresgasschutzlaboratorium) stworzono w twierdzy znaczący ośrodek badawczo-produkcyjny, zatrudniający ok. 300 pracowników. W budynku koło kurtyny wschodniej umieszczono bibliotekę i laboratoria analityczne. W historycznym arsenale mieściło się laboratorium produkcji amunicji i dwie komory do jej testowania. Wzniesiono też nowe budynki mieszczące kolejno: pracownie konstrukcji amunicji i środków ochronnych; pracownie skraplania gazów; pilotażową fabryczkę zdolną wytworzyć do 50 kilogramów gazów bojowych w jednej partii; pracownie toksykologii oraz ambulatorium. W laboratorium w Spandau wynaleziono m.in. tabun, opracowano pilotażową technologię jego produkcji, a następnie bardziej od niego zabójczą „substancję 146”, czyli sarin.
W marcu 1945 całe wyposażenie laboratorium ewakuowano na zachód, gdzie wpadło, nienaruszone, w ręce brytyjskie. Twierdza poddała się bez walki 1 maja 1945 oddziałom Armii Czerwonej, w ten sposób unikając zniszczeń. Po wojnie, między 1949 a 1968 działała na jej terenie szkoła budowlana, ale twierdza niszczała aż do lat 60., gdy podjęto prace renowacyjne i przekształcono historyczną budowlę w centrum kulturalne.

## Opis twierdzy
Z dawnego zamku pozostał budynek mieszkalny (Palas) z poł. XIV w. i wieża Juliana (Juliusturm), najstarsza budowla twierdzy, postawiona na początku XIV w. jako stołp pierwotnego zamku. Prawdopodobnie pierwotną nazwą wieży było Judenturm (Wieża Żydowska) – posadę nadzorcy wieży w połowie XIV w. piastował bowiem dworzanin zapisany w dokumentach jako „Żyd Fritz”. W murze pałacu zachowały się pozostałości macew z XIII-XIV-wiecznego żydowskiego cmentarza, zlikwidowanego w 1510, które wykorzystano jako budulec podczas przebudowy na początku XVI w.
Forteca została wzniesiona w formie bastionowej, dostosowanej do broni artyleryjskiej. Ma kształt niemal dokładnie kwadratowy, z czterema bastionami w rogach. Odległość między czubkami bastionów wynosi ok. 300 m. Pierwszy bastion, licząc od południowego zachodu, zgodnie z kierunkiem ruchu wskazówek zegara, to bastion królewski, u szyi którego wznosi się Juliusturm; kolejny to bastion następcy tronu, wyposażony w łukowaty nadszaniec, bastion brandenburski (mieszczący pozostałości laboratorium chemicznego) i bastion królowej. W kurtynie, między tym ostatnim a bastionem królewskim, znajduje się główna brama twierdzy. Wartownia bramy pochodzi z XVI w., ale fasada jest z 1849, ozdobiona herbami pruskich prowincji i insygniami Orderu Podwiązki.
Za południową kurtyną stoi dawny arsenał, obecnie siedziba Państwowego Historycznego Muzeum Spandau (otwartego w 1992); za kurtyną zachodnią ciągną się budynki dawnych urzędów, za północną – koszar, za wschodnią – magazynów. Główny magazyn prochu służy współcześnie jako berlińskie lapidarium.
Twierdza otoczona jest wodną fosą, za którą, przed wschodnią kurtyną wznosi się rawelin, zwany Schweinekopf (Świńska Głowa).
Nazwę Zitadelle nosi pobliska stacja metra.

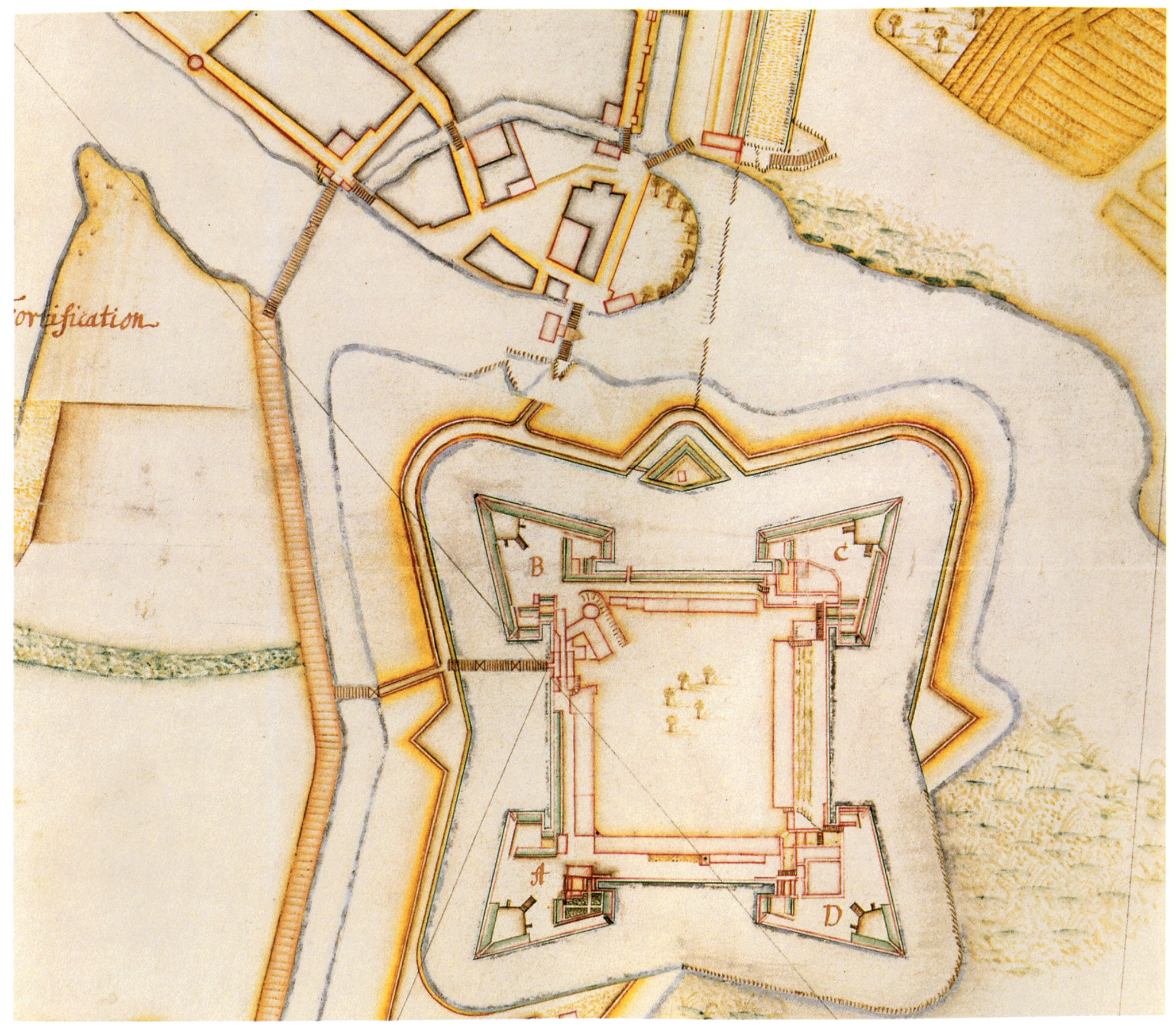
Plan twierdzy z 1680 roku
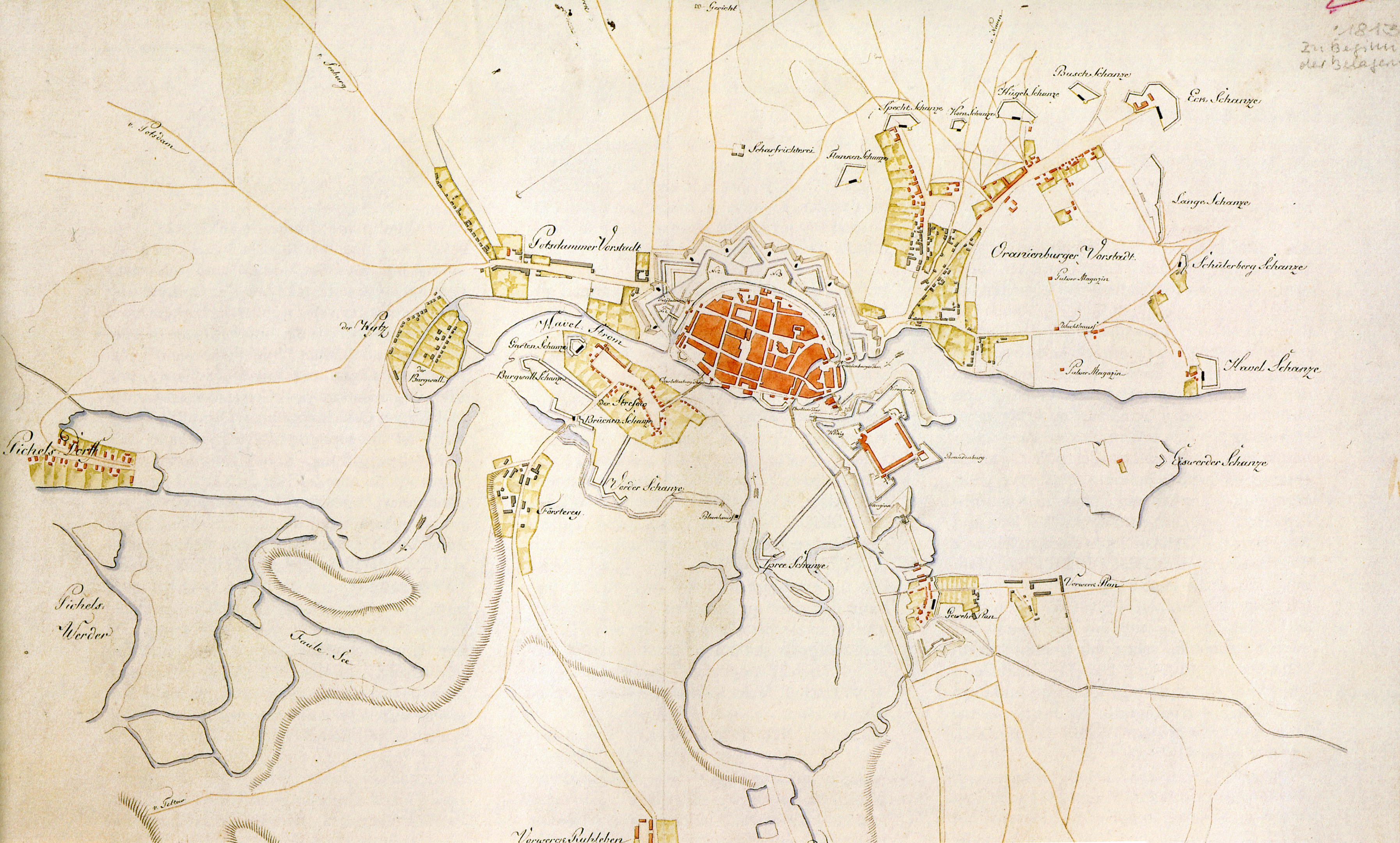
Plan twierdzy Spandau z 1812 roku: widoczna zewnętrzna linia szańsców, bastionowy obwód miasta i cytadela
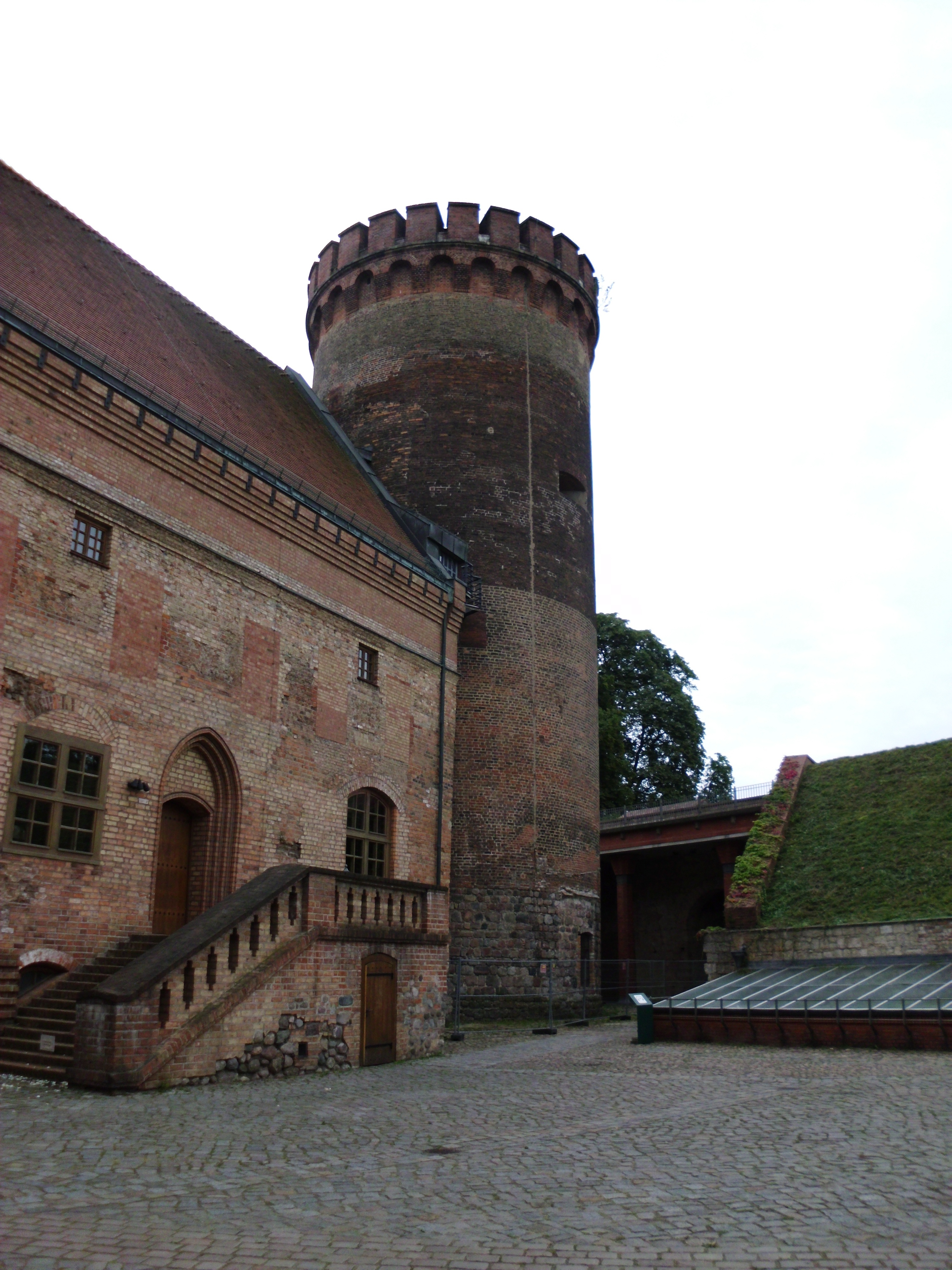
Juliusturm i stary pałac
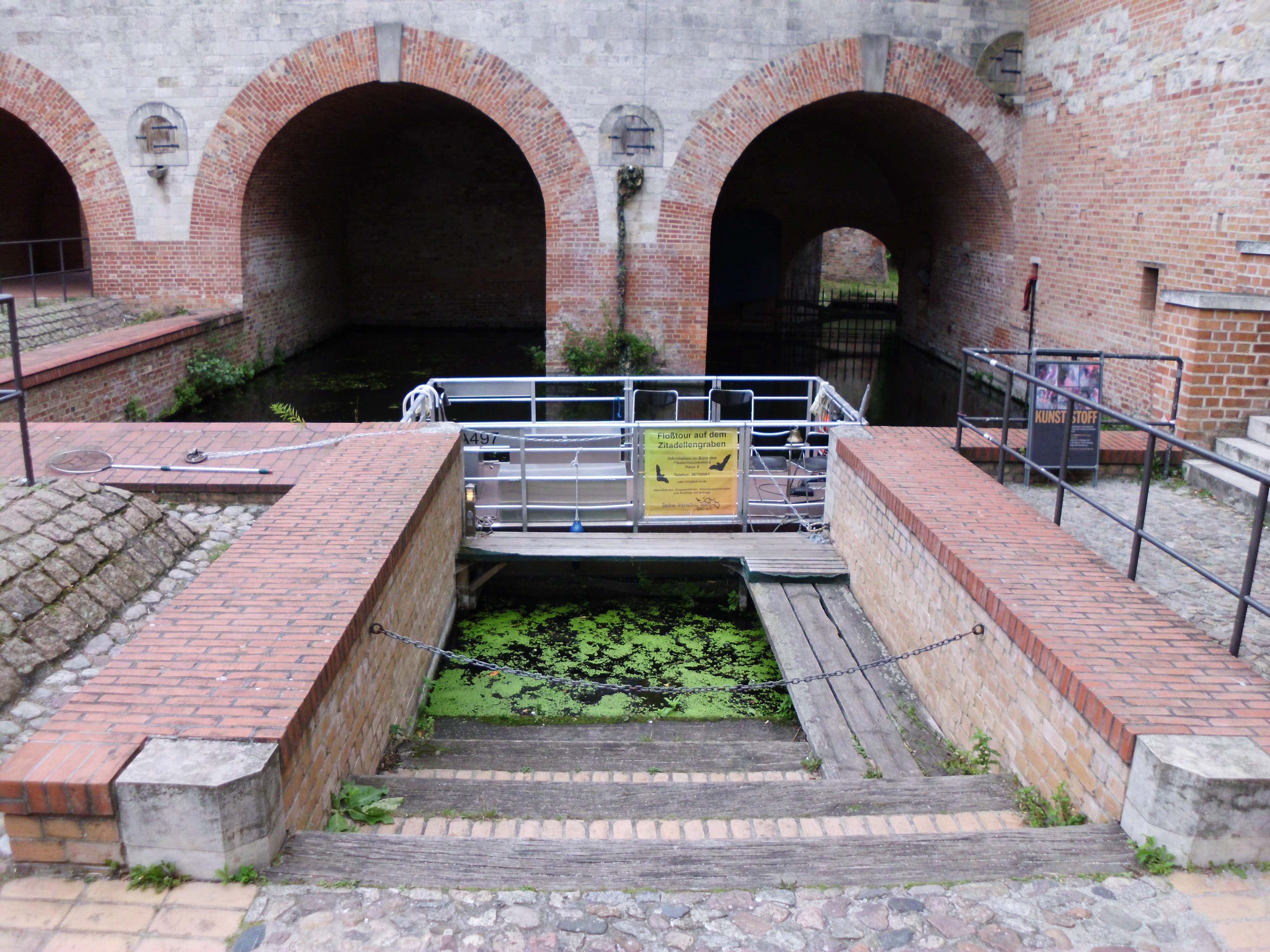
Port cytadeli
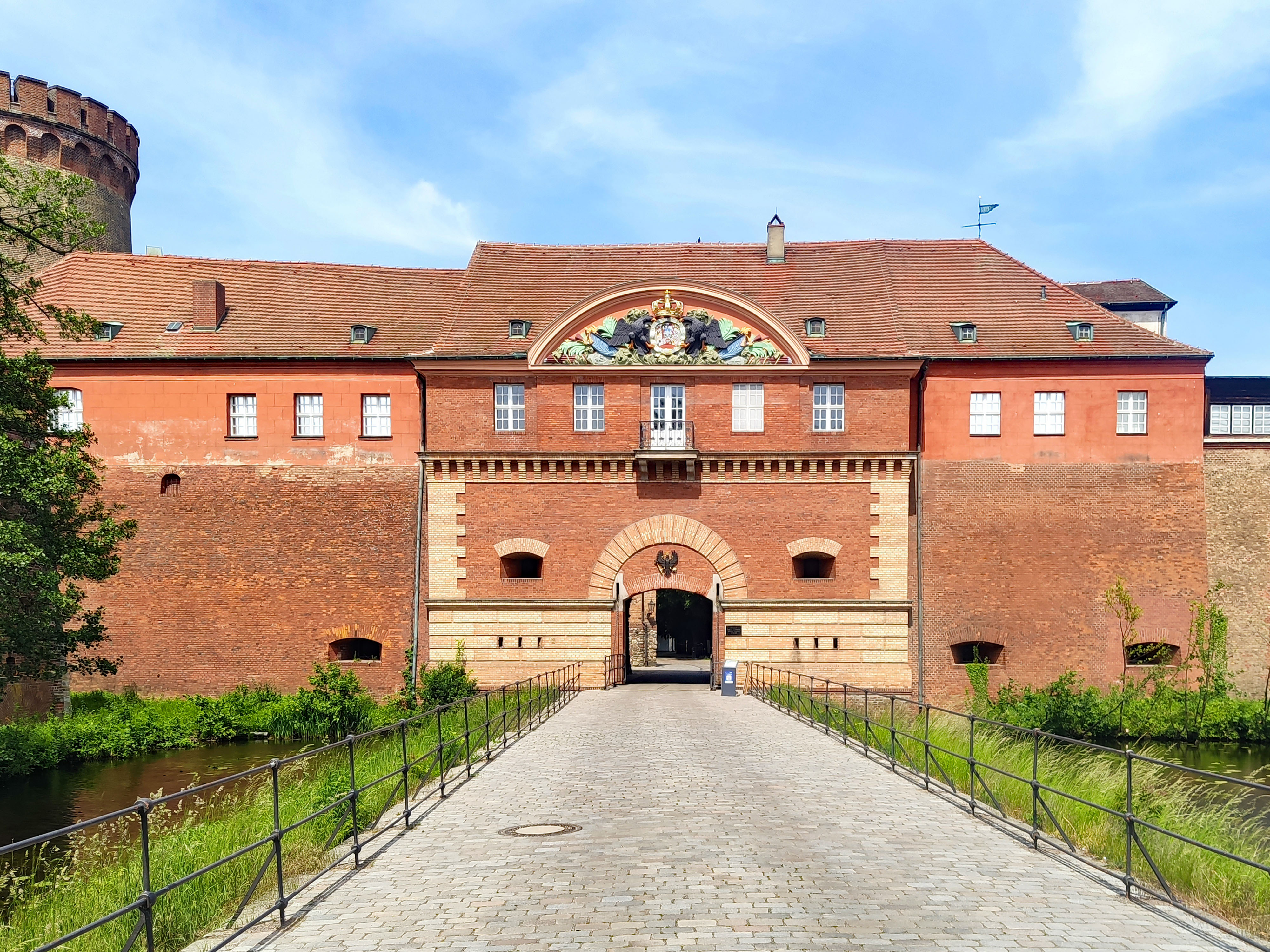
Brama twierdzy
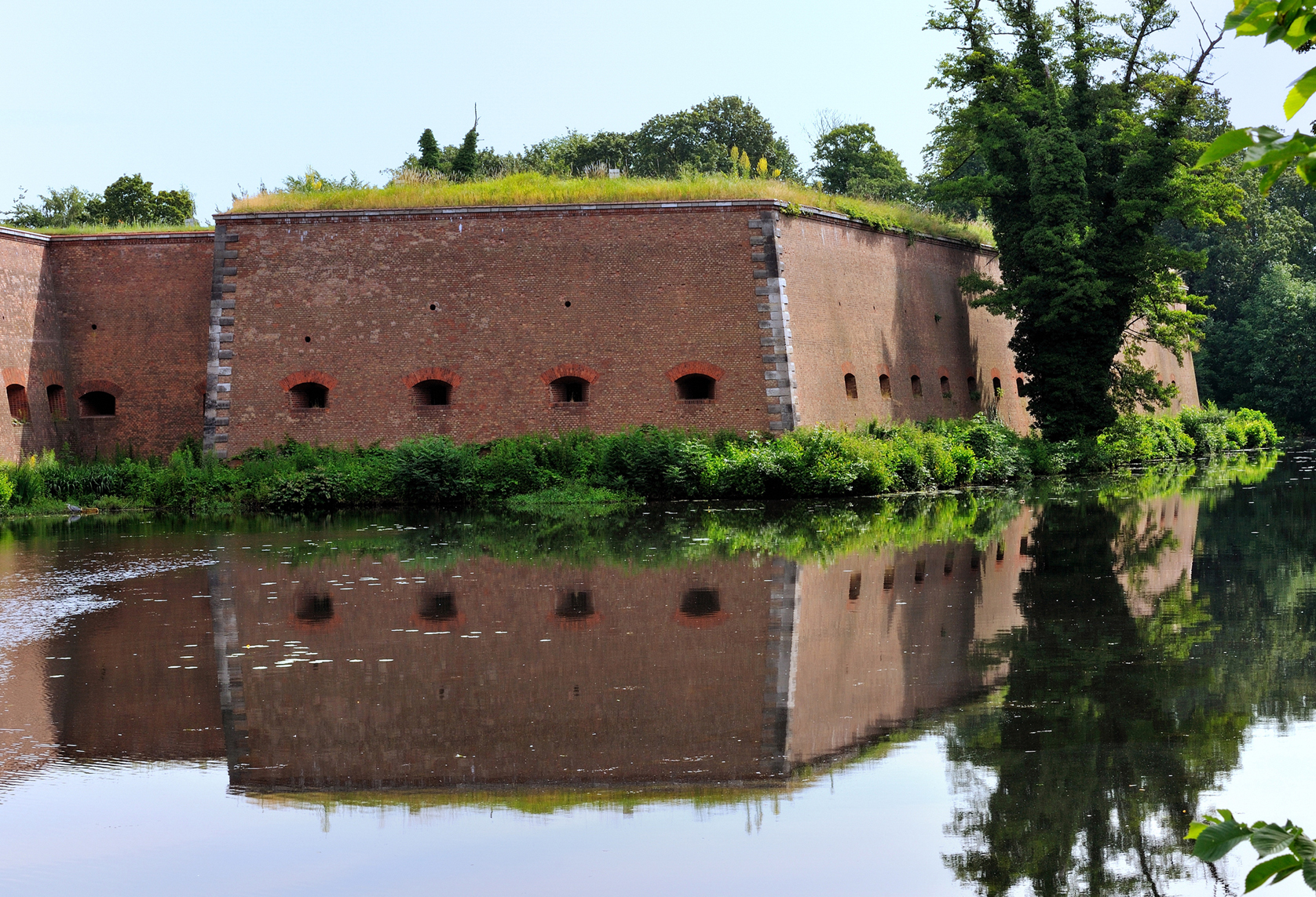
Fosa i działobitnie jednego z bastionów